# Zana Marjanović
Zana Marjanović (Sarajevo, 31. svibnja 1983.) je bosanskohercegovačka kazališna, televizijska i filmska glumica.

## Filmografija

### Televizijske uloge
- "Lud, zbunjen, normalan" kao Selma (2007. – 2010.)
- "Crna hronika" kao Vedrana (2004.)

### Filmske uloge
- "U zemlji krvi i meda" kao Ajla (2011.)
- "Transfer" kao Menzelova asistentica (2010.)
- "Snovi" kao Magdalena (2010.)
- "Snijeg" kao Alma (2008.)
- "Teško je biti fin" kao trudnica (2007.)
- "Prva plata" (2005.)
- "Ljeto u zlatnoj dolini" kao Sara (2003.)

## Vanjske poveznice
- Zana Marjanović u internetskoj bazi filmova IMDb-u (engl.)